# Челутай (Забайкальский край)
Челута́й (бур. Шулуута) — село в муниципальном районе «Агинский район» Агинского Бурятского округа в Забайкальском крае России.
Административный центр сельского поселения «Челутай».

## География
Находится на севере района, на левом берегу реки Цаган-Челутай (Челутай, левый приток Аги), его притоках Улан-Хада и Домогуй, в 22 км к северо-западу от окружного и районного центра — пгт Агинское.
Климат
Климат характеризуется как резко континентальный засушливый. Абсолютный минимум температуры воздуха самого холодного месяца (января) составляет −56 °C; абсолютный максимум самого тёплого месяца (июля) — 38 °C. Среднегодовое количество атмосферных осадков составляет 250—380 мм.

## История
Образовано в 1908 году.
В 2013 году, из состава села выделился новый населённый пункт. Законом Забайкальского края от 25 декабря 2013 года № 922-ЗЗК:

## Население
| 1989 | 2002 | 2010 | 2012 | 2013 | 2014 | 2015 | 2017 | 2021 |
| ---- | ---- | ---- | ---- | ---- | ---- | ---- | ---- | ---- |
| 1330 | ↘809 | ↗841 | ↘831 | ↘806 | ↘803 | ↘776 | ↘741 | ↘705 |

В 1989 население — 1330 чел., в 2002—809.
национальный состав
Согласно результатам переписи 2002 года, в национальной структуре населения буряты составляли 94 % от общей численности в 809 жителей.

## Инфраструктура
Экономика
Основа — сельское хозяйство. В советское время действовал колхоз им. Д. Дылгырова. Помимо коллективного хозяйства, развито личное подсобное хозяйство.
Планируется размещение лесозаготовительного предприятия
Социальные объекты
Общеобразовательная средняя школа, филиал Агинской школы искусств, детский сад
дом культуры
Музей с. Челутай, памятник в честь земляков, погибших в борьбе за Советскую власть и на фронтах Великой Отечественной.
фельдшерско-акушерский пункт.

## Транспорт
Дорога регионального значения «Подъезд к н.п. Челутай» протяженностью в	11 км отходит на север от федеральной автодороги А350 Чита — Забайкальск — граница с Китаем; гравийно-щебёночная.